# Diktioten
Diktioten – przedłużona faza spoczynkowa oocytu I rzędu, odpowiadająca diplotenowi profazy mejozy I. Występuje w oogenezie.
Diktioten ma miejsce podczas profazy I podziału mejotycznego. Diktioten rozpoczyna się w końcu życia płodowego, a kończy tuż przed owulacją pod wpływem podwyższonego poziomu LH. Rozwój wszystkich oocytów jest zatrzymany w fazie diktiotenu, aż do pokwitania. Część oocytów przechodzi dalsze fazy mejozy w kolejnych cyklach jajnikowych; reszta oocytów pozostaje w tej fazie aż do ostatniej owulacji.
Oocyty I rzędu zostają zahamowane przez czynnik białkowy nazywany inhibitorem dojrzewania oocytów – OMI (ang. oocyte maturation inhibitor). Zwolnienie zahamowania następuje dzięki kompleksowi MPF – czynnikowi pobudzającemu dojrzewanie (ang. maturation promoting factor).